# Hysteropterum alicantium
Hysteropterum alicantium är en insektsart som beskrevs av Dlabola 1986. Hysteropterum alicantium ingår i släktet Hysteropterum och familjen sköldstritar.
Artens utbredningsområde är Spanien. Inga underarter finns listade i Catalogue of Life.